# Ana Burgos
Ana Burgos Acuña (* 26. Dezember 1967 in Madrid) ist eine ehemalige spanische Duathletin und Triathletin. Sie ist zweifache Olympiastarterin (2004, 2008) und Europameisterin auf der Triathlon-Kurzdistanz (2003).

## Werdegang

### Radsport bis 1997
Ana Burgos wuchs mit sechs Geschwistern auf.
Sie war in ihrer Jugend im Radsport aktiv. Burgos startete bei den UCI-Straßen-Weltmeisterschaften 1996 in Lugano sowie in zwei Giros in Italien. Als 30-Jährige beendete sie den Radsport und bemängelte auch die Unterstützung durch den Verband (INEF).
Sie begann 1999 mit dem Triathlon.
2000 wurde sie Vizeweltmeisterin im Aquathlon (2,5 km Laufen, 1 km Schwimmen und 2,5 km Laufen). Sie wurde trainiert von ihrem Ehemann Alberto García Bataller.
2003 wurde sie im tschechischen Karlsbad Triathlon-Europameisterin auf der Kurzdistanz und im selben Jahr wurde sie in Ibiza im Mai hinter ihrer Landsfrau Virginia Berasategui auch Vizeweltmeisterin über die Langdistanz (4 km Schwimmen, 130 km Radfahren und 30 km Laufen).

### Olympische Sommerspiele 2004
Bei den Olympischen Spielen 2004 in Athen belegte sie den siebten Rang.
2005 und erneut 2006 wurde Ana Burgos Vizeeuropameisterin im Duathlon.
Im August 2008 startete sie zum zweiten Mal bei den Olympischen Spielen und erreichte in Peking trotz einem Sturz auf der Radstrecke den 20. Rang.
Im April 2013 wurde die damals 45-jährige spanische Meisterin Duathlon.
Im Mai erklärte sie ihre aktive Zeit für beendet. Seitdem geht sie immer mal wieder bei vereinzelten Rennen an den Start.

## Sportliche Erfolge
| Datum/Jahr    | Rang | Wettbewerb                            | Austragungsort | Zeit        | Bemerkung                                                                                                 |
| ------------- | ---- | ------------------------------------- | -------------- | ----------- | --- |
| 11. Juni 2011 | 3    | TriGrandPrix                          | Zarautz        |             | Mitteldistanz über 2,5 km Schwimmen, 76 km Radfahren und 20 km Laufen                                     |
| 27. März 2011 | DNF  | ITU Triathlon World Cup               | Mooloolaba     | –           | |
| 18. Aug. 2008 | 20   | Olympische Sommerspiele 2008          | Peking         | 02:02:42    | trotz Sturz auf der Radstrecke                                                                            |
| 2006          | 3    | ITU Triathlon World Championship Team | Cancún         | 01:07:14    | im Team mit Zurine Rodriguez und Ainhoa Murúa (3 × 250 m Schwimmen, 6,67 km Radfahren und 1,67 km Laufen) |
| 2006          | 2    | ITU Premium Europacup Triathlon       | San Remo       | 02:15:54    | Zweite hinter der Schweizerin Magali Di Marco Messmer                                                     |
| 20. Aug. 2005 | 2    | ETU Triathlon European Championships  | Lausanne       | 02:08:27    | Vizeeuropameisterin hinter Vanessa Fernandes                                                              |
| 25. Aug. 2004 | 7    | Olympische Sommerspiele 2004          | Athen          | 02:06:02,36 | |
| 2003          | 1    | ETU Triathlon European Championships  | Karlsbad       | 02:10:11    | Sieg und Europameisterin über die olympische Distanz (1,5 km Schwimmen, 40 km Radfahren und 10 km Laufen) |
| 7. Sep. 2002  | 1    | ETU Triathlon European Cup            | Madrid         | 02:08:22    | |
| 2001          | 31   | ITU Triathlon World Championships     | Edmonton       | 02:06:26    | bei der ITU-Kurzdistanz-Weltmeisterschaft 2001                                                            |
| 2000          | 17   | ETU Triathlon European Championships  | Stein          | 02:13:15    | Europameisterschaft auf der olympischen Distanz (1,5 km Schwimmen, 40 km Radfahren und 10 km Laufen)      |

| Datum/Jahr   | Rang | Wettbewerb                                      | Austragungsort | Zeit     | Bemerkung                                                                     |
| ------------ | ---- | ----------------------------------------------- | -------------- | -------- | ----------------------------------------------------------------------------- |
| 11. Mai 2003 | 2    | ITU Long Distance Triathlon World Championships | Ibiza          | 06:20:14 | Vizeweltmeisterin über die Triathlon-Langdistanz, hinter Virginia Berasategui |

| Datum/Jahr    | Rang | Wettbewerb                          | Austragungsort | Zeit     | Bemerkung                                                             |
| ------------- | ---- | ----------------------------------- | -------------- | -------- | --------------------------------------------------------------------- |
| 27. Apr. 2013 | 1    | ESP Duathlon National Championships | Spanien        | 02:10:01 |                                                                       |
| 2009          | 3    | ITU Duathlon World Championships    | Concord        |          |                                                                       |
| 2008          | 3    | ITU Duathlon World Championships    | Rimini         |          |                                                                       |
| 2006          | 2    | ETU Duathlon European Championships | Rimini         | 02:05:20 | Vizeeuropameisterin im Duathlon hinter Vanessa Fernandes aus Portugal |
| 2005          | 2    | ETU Duathlon European Championships | Debrecen       |          | Vizeeuropameisterin Duathlon                                          |

| Datum/Jahr    | Rang | Wettbewerb                        | Austragungsort | Zeit  | Bemerkung                                                                   |
| ------------- | ---- | --------------------------------- | -------------- | ----- | --------------------------------------------------------------------------- |
| 28. Okt. 2000 | 2    | ITU Aquathlon World Championships | Cancún         | 33:23 | Aquathlon-Vizeweltmeister (2,5 km Laufen, 1 km Schwimmen und 2,5 km Laufen) |

(DNF – Did Not Finish)